# Câmera digital

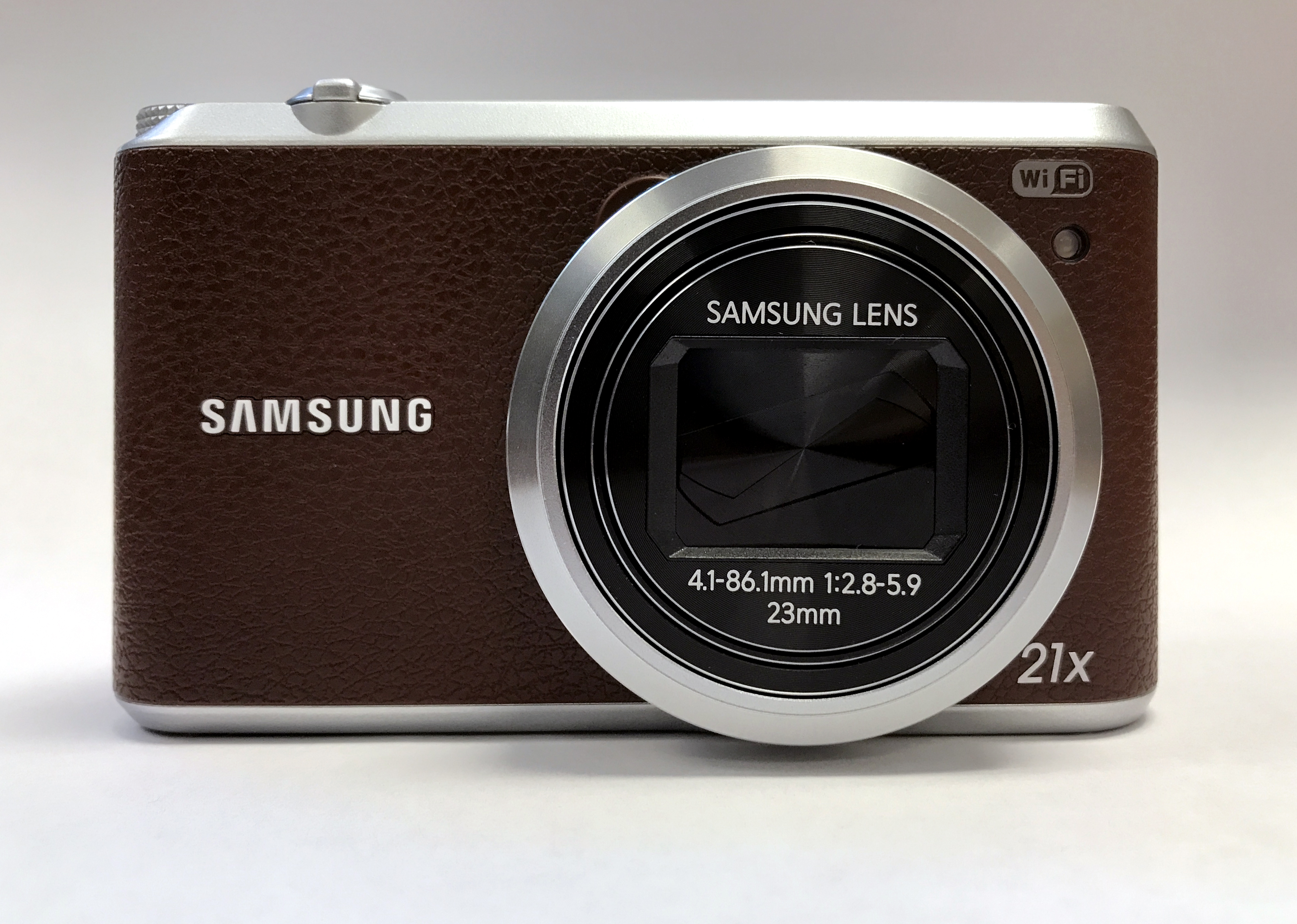
Exemplo de câmera compacta digital

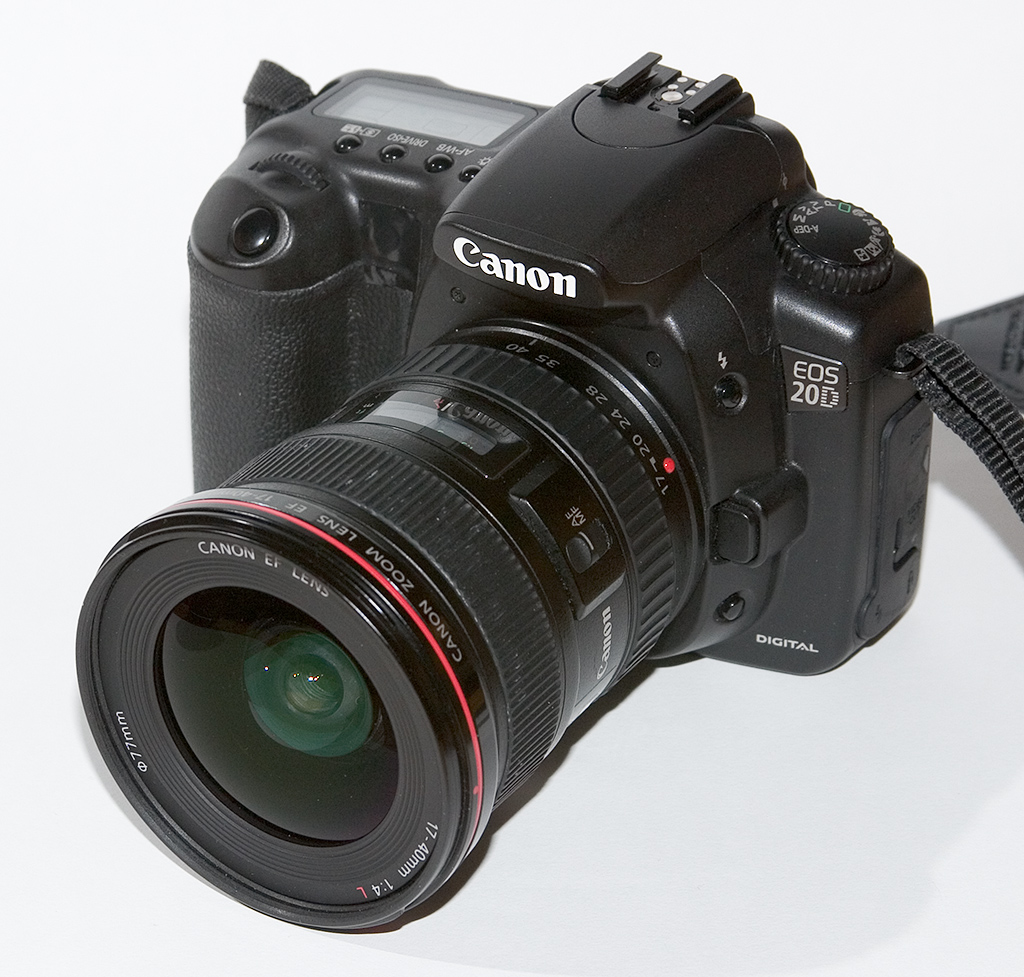
Exemplo de câmera SLR digital

Uma câmara digital (português europeu) ou câmera digital (português brasileiro) é uma câmara que codifica vídeo e imagens digitais de forma eletrônica, armazenando-as para posterior reprodução. A maior parte das câmaras vendidas atualmente são digitais, e grande parte encontra-se incorporada nos mais diversos aparelhos, desde veículos a PDAs e telemóveis.
Ao invés de utilizar a película fotossensível (filme) para o registro das imagens, que requer, posteriormente à aquisição das imagens, um processo de revelação e ampliação das cópias, a câmera digital registra as imagens através de um sensor que entre outros tipos podem ser do tipo CMOS ou do tipo CCD, armazenando as imagens em cartões de memória. Uma câmera pode suportar um só ou vários tipos de memória, sendo os mais comuns: CompactFlash tipos I e II, SmartMedia, MMC, Memory Stick e SD (estes, os dois mais usados). Estas imagens podem ser visualizadas imediatamente no monitor da própria câmera, podendo ser apagadas caso o resultado não tenha sido satisfatório. Posteriormente são transferidas para um e-mail, álbum virtual, revelação digital impressa, apresentadas em telas de TV ou armazenada em CD, disquete, pen-drive, etc..
Uma das características mais exploradas pelos fabricantes de câmeras digitais é a resolução do sensor da câmera, medida em megapixels. Em teoria, quanto maior a quantidade de megapixels, melhor a qualidade da foto gerada, pois o seu tamanho será maior e permitirá mais zoom e ampliações sem perda de qualidade. Entretanto, a qualidade da foto digital não depende somente da resolução em megapixels, mas de todo o conjunto que forma a câmera digital. Os fatores que mais influenciam a qualidade das fotos/vídeos são a qualidade das lentes da objetiva, o algoritmo (software interno da câmera que processa os dados capturados) e os recursos que o fotógrafo pode usar para um melhor resultado, ou até mesmo eventuais efeitos especiais na foto. No entanto, dependendo do uso que será dado à fotografia, um número excessivo de megapixels não trará benefício adicional à qualidade da imagem e onerará o custo do equipamento.
Normalmente as câmeras voltadas ao uso profissional são dotadas de maior quantidade de megapixels, o que lhes permite fazer grandes ampliações. Já para o usuário amador, máquinas com resolução entre três e cinco megapixels geram excelentes resultados.

## História

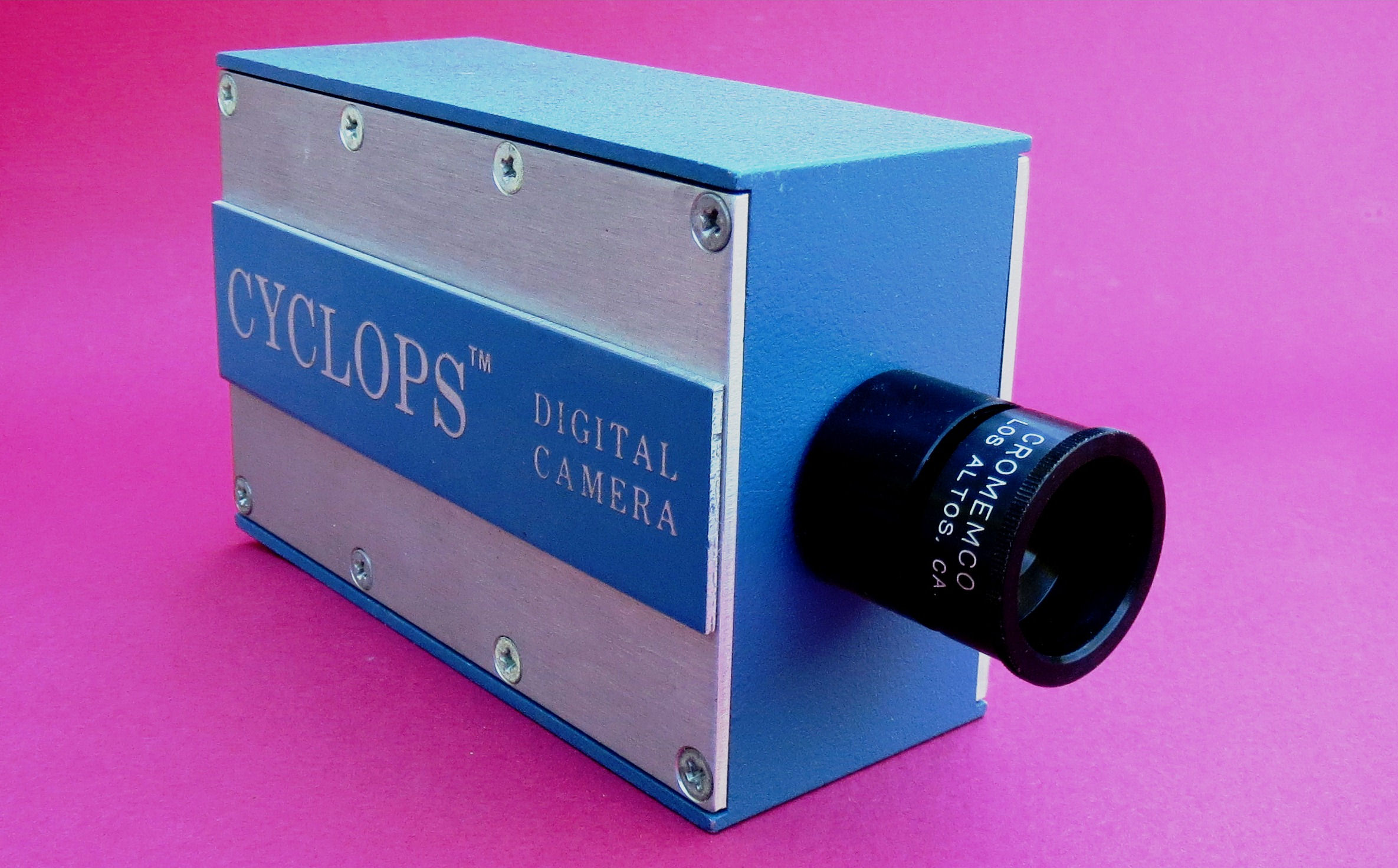
A Cromemco Cyclops de 1975.

A primeira patente de câmera digital foi feita pela Texas Instruments em 1972. Em 1975 a Cromemco Cyclops, produzida pela empresa Cromemco, foi a primeira câmera digital vendida no mercado, também foi a primeira a se conectar a um computador, o Altair 8800.
A câmera digital foi inventada pela Kodak, que também inventou o filme fotográfico. Câmeras digitais se diferenciam das analógicas principalmente pela não utilização de filme fotográfico, uma vez que capturam e salvam fotografias em suas memórias internas ou cartões digitais de memória. Por proporcionarem baixos custos de manuseio, acabaram transformando câmeras químicas em produtos destinados a nichos de mercado. Câmeras digitais possuem diversas funções, entre elas, capacidade para estabelecer conexões sem fio (como Wi-Fi e Bluetooth, por exemplo) para enviar, imprimir ou compartilhar fotos. Além disso, também são frequentemente encontradas em telefones celulares.

## Em profundidade

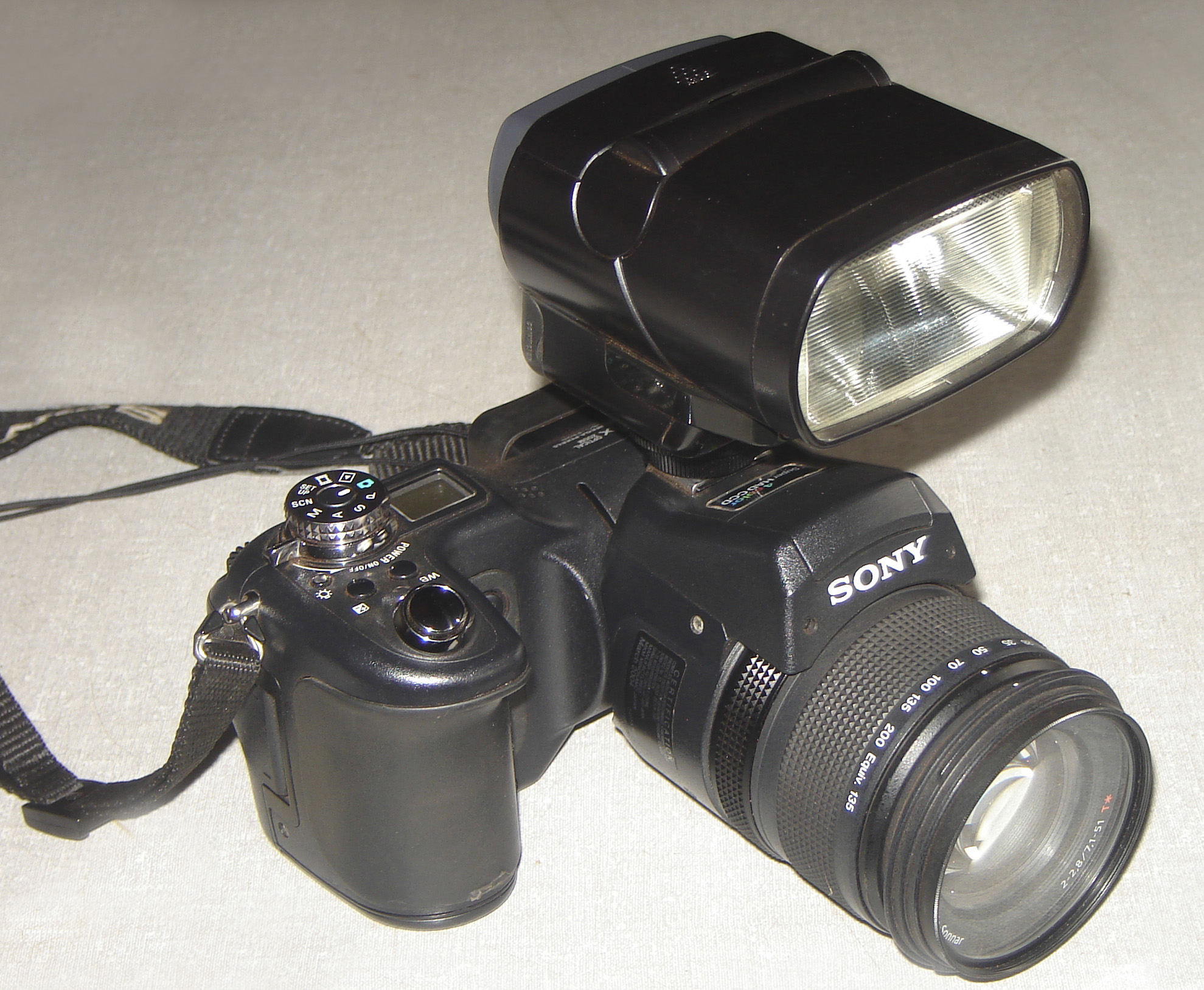
Câmara Sony F-828, com Flash Sony HVL-F32X

As câmeras convencionais dependem inteiramente de processos químicos e mecânicos, nem mesmo há necessidade de energia eléctrica para operar. Algumas utilizam energia para o flash e para o obturador. Câmeras digitais, no entanto, têm um microcomputador para gravar as imagens eletronicamente.
Tal como nas câmeras convencionais, a câmera digital contém uma série de lentes, que conduzem a luz para o sensor. Mas em vez de expor um filme fotográfico, utiliza um aparelho semicondutor, que registra a luz eletricamente através de uma gradação em volts, medindo a descarga elétrica gerada pela luz. O microcomputador então transforma essa informação elétrica e analógica em dados digitais, no caso de utilização de sensores CCD, tratando-se de uma CMOS, como veremos a seguir, a captação da imagem já é feita eletronicamente, de forma digital, poupando assim o tamanho e o preço deste tipo de sensor e facilitando sua transformação em imagem.
Existem dois tipos de sensores de imagem que convertem a luz em cargas elétricas, são eles:
1. CCD - charge coupled device;
2. CMOS - complementary metal oxide semiconductor.

Assim que o sensor converte a luz em elétrons, ele lê o valor (a carga acumulada) em cada célula da imagem. E aqui é que vêm as diferenças entre os dois sensores:
- O CCD – transporta a carga pelo chip e lê o valor na esquina da linha. Um conversor analógico-para-digital então troca o valor do pixel para o valor digital, pela medição da quantidade de carga em cada célula;
- O CMOS usam vários transistores para cada pixel para amplificar e mover a carga usando os tradicionais fios. O sinal já é digital por isso não necessita do conversor analógico-digital.

## Resolução
A resolução de uma imagem digital é a sua definição. Como a imagem na tela é formada pela justaposição de pequenos pontos quadriculados, chamados "pixels", a resolução é medida pela quantidade de pixels que há na área da imagem. Logo, sua unidade de medida é o "ppi", que significa "pixels per inch" ou pixels por polegada. A nomenclatura "dpi" - "dots per inch" (pontos por polegada) é utilizada pela indústria gráfica e se relaciona com a quantidade de pontos necessários ´para uma impressão de qualidade, por isso, em termos fotográficos digitais deve-se utilizar a nomenclatura "ppi", que traduz a quantidade de pixels por linha do sensor ou da ampliação da fotografia.
Dessa forma, em uma imagem de tamanho definido, quando maior sua resolução, mais pixels haverá
por polegada em ambas as dimensões - altura e largura -, levando a conclusão que imagens de "alta resolução" possuem "pixels" pequeninos, até mesmo invisíveis a olho nu, e, imagens de "baixa resolução" possuem "pixels" grandes que acabam por dar o efeito "pixelation", que deixa imagem quadriculada pelo tamanho exagerado de seus pontos. Isso é comum acontecer quando tentamos ampliar uma imagem de "baixa resolução". Porém, esse conceito vem sendo discutido atualmente, já que sabemos que a quantidade exagerada de pixels por linha do sensor nem sempre corresponde a qualidade efetiva de captação.
Já se admite que o sensor deve conter muitos pixeis para ampliações maiores e melhor qualidade e nitidez, porém, se esses pontos/pixels registradores de luminosidade forem demasiadamente pequenos, sua qualidade pode ficar alterada e sua resolução subexplorada.
Para otimizar o uso da resolução de imagens temos que atentar ao meio, ou mídia em que ela será veiculada. Algumas dicas:
- Imagens para web e multimídia: 72 pixels por polegada (ppi, em inglês);
- Imagens para impressão: 300 pixels por polegada (ppi, em inglês);
- Imagens para impressão de banners, gráficas especiais ou gigantografia: acima de 600 pixels por polegada (ppi, em inglês).

Nas câmeras digitais a resolução é dada por "megapixels", que nada mais são que "milhões de pixels", dados pela multiplicação da resolução da altura pela da largura da imagem.
Por exemplo:
- Imagem com 120 px X 160 px = 0,019 MPX chamada também de padrão QSIF.
- Imagem com 480 px x 640 px = 0,307 MPX chamada também de padrão VGA.
- Imagem com 4 200 px x 2 690 px = 11 298 MPX chamada também de padrão WUQSXGA.

## Captando a cor
A maior parte dos sensores utilizam o filtering para captar a luz nas suas três cores primárias. Assim que a câmera gravar as três cores, combina-as para criar o espectro todo.
Isto é feito de várias maneiras.
- Três sensores separados, presentes em câmaras de alta qualidade, em que cada um regista uma determinada cor. Existe um divisor de luz, que divide a luz pelas três cores que vão incidir em três sensores diferentes, cada sensor capta uma determinada cor. Nestas câmaras os três sensores vêm exatamente a mesma imagem só que em gamas de luz diferentes. Combinando as imagens dos três sensores, forma-se uma só a cores.

Um sensor, que vai captando a luz que vai atravessar um filtro vermelho, verde e azul (que está em rotação), ou seja o sensor grava a informação recebida para cada momento em que passa por um filtro diferente. A imagem não é rigorosamente a mesma para cada cor, mesmo que este processo seja feito em milésimos de segundo.
- Ainda temos o sistema mais econômico, que é ter uma matriz em que cada uma das células é uma cor primária, o que se faz é interpolação, ou um palpite educado, baseado na informação da célula vizinha, contudo essa interpolação, tão combatida pelos profissionais pode ser minimizada com o aumento de pixels, ou sensores de luminosidade, diminuindo a margem de erro.

O sistema mais comum é o Bayer filter pattern, que é uma matriz onde alterna em cada linha de acordo com dois tipos de linha: uma é a sucessão vermelho e verde, e a outra linha é a sucessão azul e verde. Portanto no total temos a mesma quantidade de células verdes do que a soma das células azuis e vermelhas.
A razão disto é que o olho humano é mais sensível à luz verde.
Ora temos apenas um sensor e a informação de cada cor é gravada ao mesmo tempo. Então temos um mosaico de vermelho, verde e azul, onde cada pixel tem diferente intensidade. As câmaras têm então um algoritmo de "des-mosaico": a cor verdadeira de cada pixel será determinado pelo valor médio dos pixeis adjuntos. Existe também um outro sistema, o Foveon X3 sensor, que permite captar quatro cores, ciano, magenta, amarelo e preto ou CYMK, m inglês, e não três como os convencionais.

## Exposição e focagem

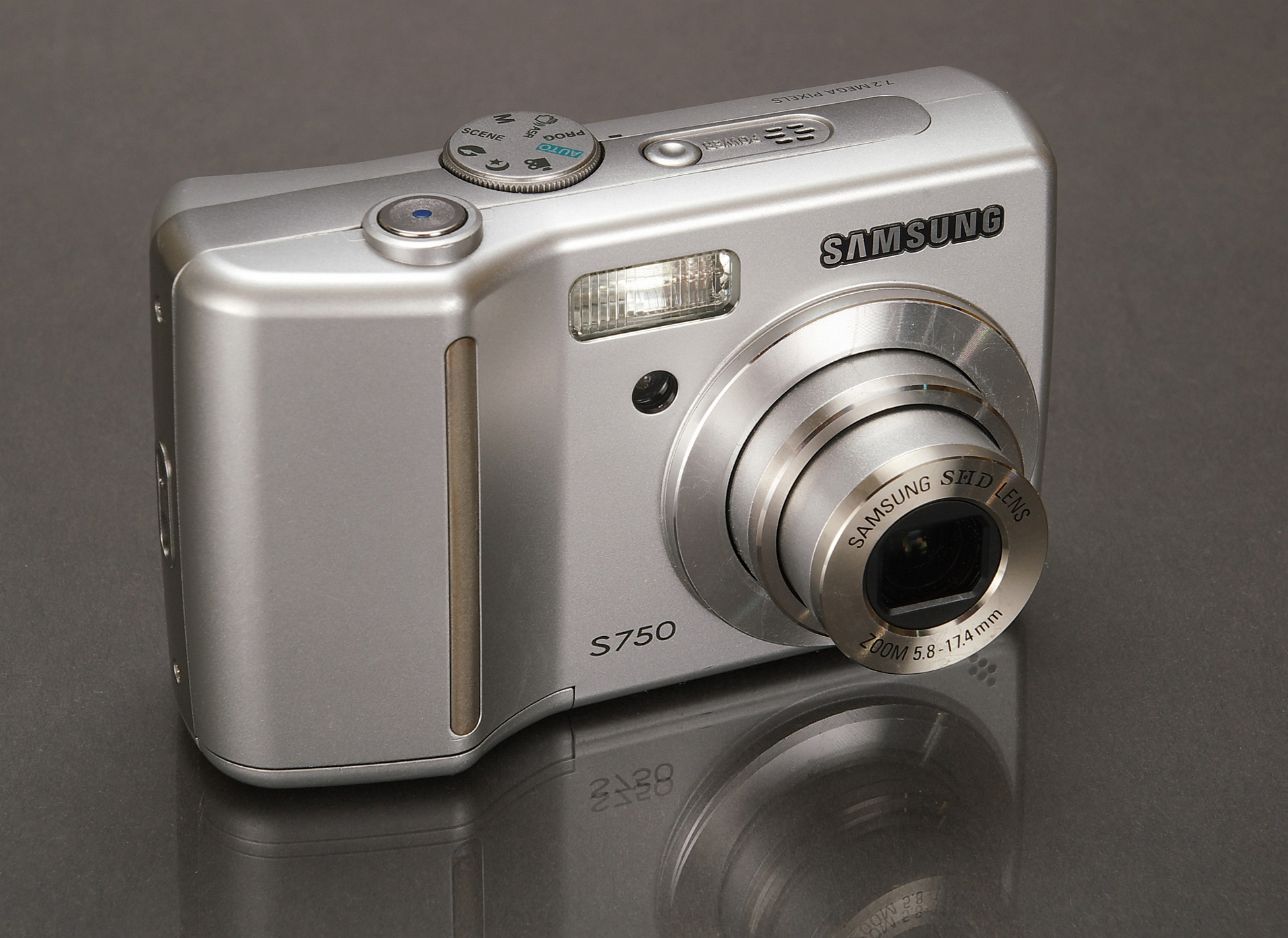
Samsung S750

Para controlar a quantidade de luz que chega ao sensor(s), existem 2 componentes:
- a abertura, que é o tamanho de abertura do diafragma;
- a velocidade do obturador, que é o tempo de exposição de luz nos sensores.

### Lente e foco
As lentes das câmaras digitais são muito similares às das convencionais.
No entanto é de referir que a distância focal é a distância entre as lentes e o sensor. Isto é que vai determinar o zoom da máquina. Aumentando a distância estaremos a fazer um zoom in
Existem as seguinte opções:
- Objectivas de foco fixo e de zoom fixo;
- Objectivas de zoom óptico com focagem automática;
- Objectivas de zoom digital;
- Sistemas de objectivas intermutáveis.

## Armazenamento e compressão

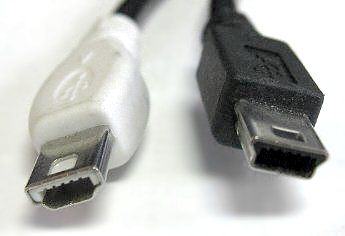
A maioria das câmaras digitais conecta-se a um computador ou impressora por meio de um cabo USB. O conector mais comum para a câmara é o Mini B de cinco pinos (em preto, à direita).

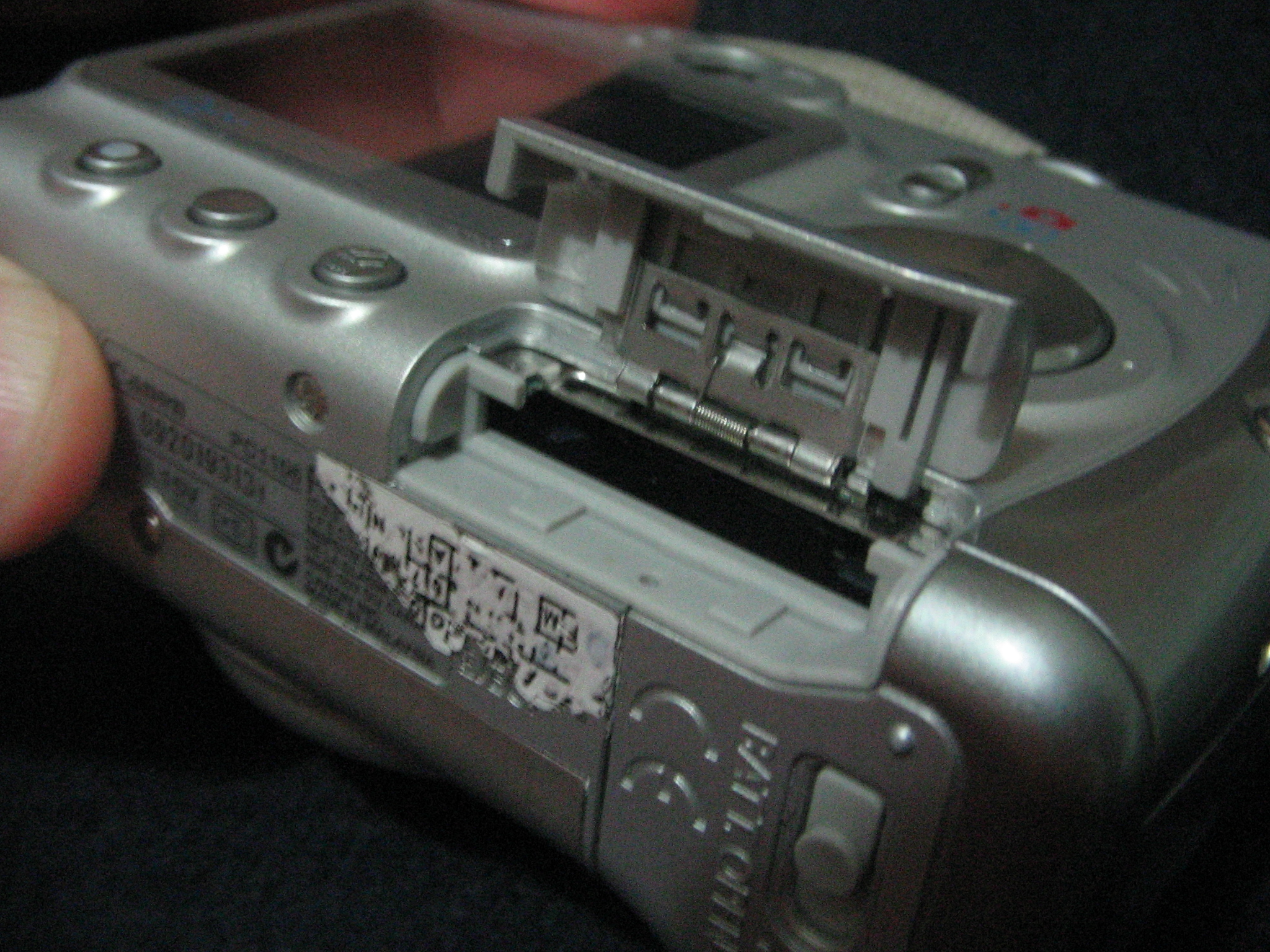
Compartimento para cartão de memória do tipo SD aberto

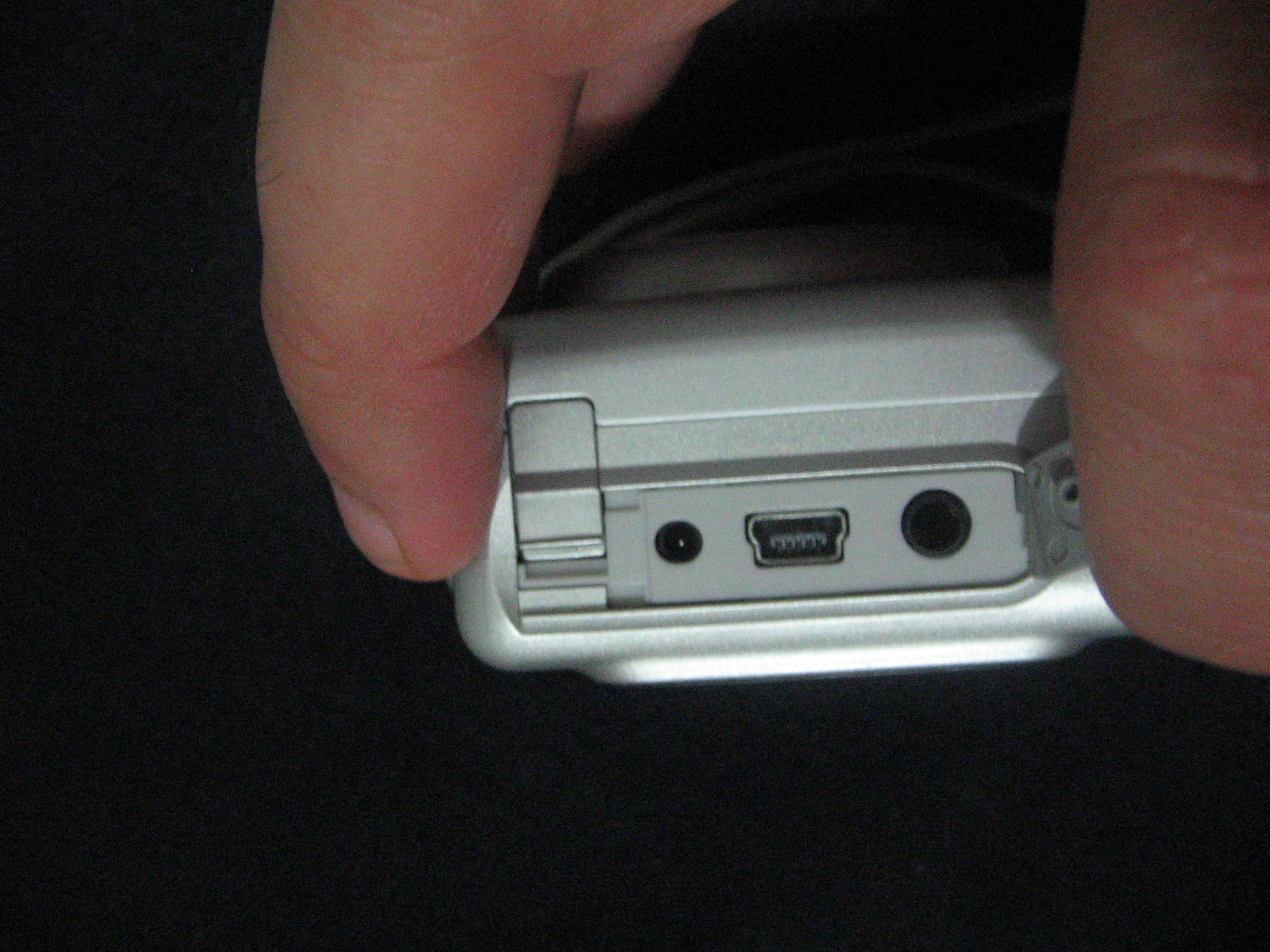
Conector Mini B de cinco pinos para cabo USB em uma câmara compacta

A maioria das câmaras digitais têm uma tela LCD, permitindo a visualização imediata das fotos. Esta pode considerar-se como uma grande vantagem em comparação com o método convencional.
As câmaras permitem um sistema de armazenamento de dados. Para a transferência dos dados por fios, existem várias conexões:
- Serial;
- Paralela;
- SCSI;
- USB;
- FireWire.

Se o próprio sistema de armazenamento da câmara for amovível, podem ser dos seguintes tipos:
- SmartMedia (é usual cada fabricante desenvolver o seu sistema de memória);
- Compact Flash tipos I e II;
- Memory Stick;
- XD-Picture Card;
- MMC (até 2 Gb) e seu sucessores: SD (até 4 Gb), o atual SDHC (até 32 Gb) e o novo SDXC (até 2 048 Gb).

O tipo de ficheiros em que essas fotos são armazenadas costumam ter os seguintes formatos:
- TIFF (normalmente sem compressão);
- Jpeg (com compressão);
- RAW.

## Câmera sem lente
O método tradicional, que tem pelo menos 150 anos, depende de uma lente para criar uma imagem e um dispositivo para gravação de fótons, como uma matriz de pixels, um filme sensível à luz ou mesmo uma retina. Gang Huang e colegas usaram a detecção de compressão, em 2012, para construir uma câmera que não precisa de lente e usa apenas um único pixel de detecção para tirar fotografias. Além disso, as imagens desta câmera nunca estão fora de foco. Em 2016, a Hitachi desenvolveu uma tecnologia de câmera que pode capturar imagens de vídeo sem usar uma lente e ajustar o foco após a captura de imagem usando um filme impresso com um padrão de círculo concêntrico em vez de uma lente. Esta câmera é essencialmente um chip de sensor que muda o sensor em favor de uma máscara baseada em câmeras de furo. Em vez de um único buraco, no entanto, a máscara apresenta um padrão semelhante a uma grade com múltiplas aberturas que permitem que luz diferente atinja a superfície do sensor.
Em 2017, a Caltech produziu um chip de imagem que produz uma imagem de sensores de luz. A câmera possui um arsenal de receptores de luz, cada um dos quais pode adicionar individualmente um atraso de tempo controlado pela luz que recebe, permitindo que se "visualize" em diferentes direções e se concentre em objetos diferentes no quadro na frente do chip.